# Tonny van Ede
Tonny van Ede (Rotterdam, 22 dicembre 1924 – Zwijndrecht, 16 febbraio 2011) è stato un calciatore olandese, di ruolo attaccante.

## Palmarès

### Club

#### Competizioni nazionali
- Campionato olandese: 1

Sparta Rotterdam: 1958-1959
- Coppa dei Paesi Bassi: 2

Sparta Rotterdam: 1957-1958, 1961-1962